# Michelshof

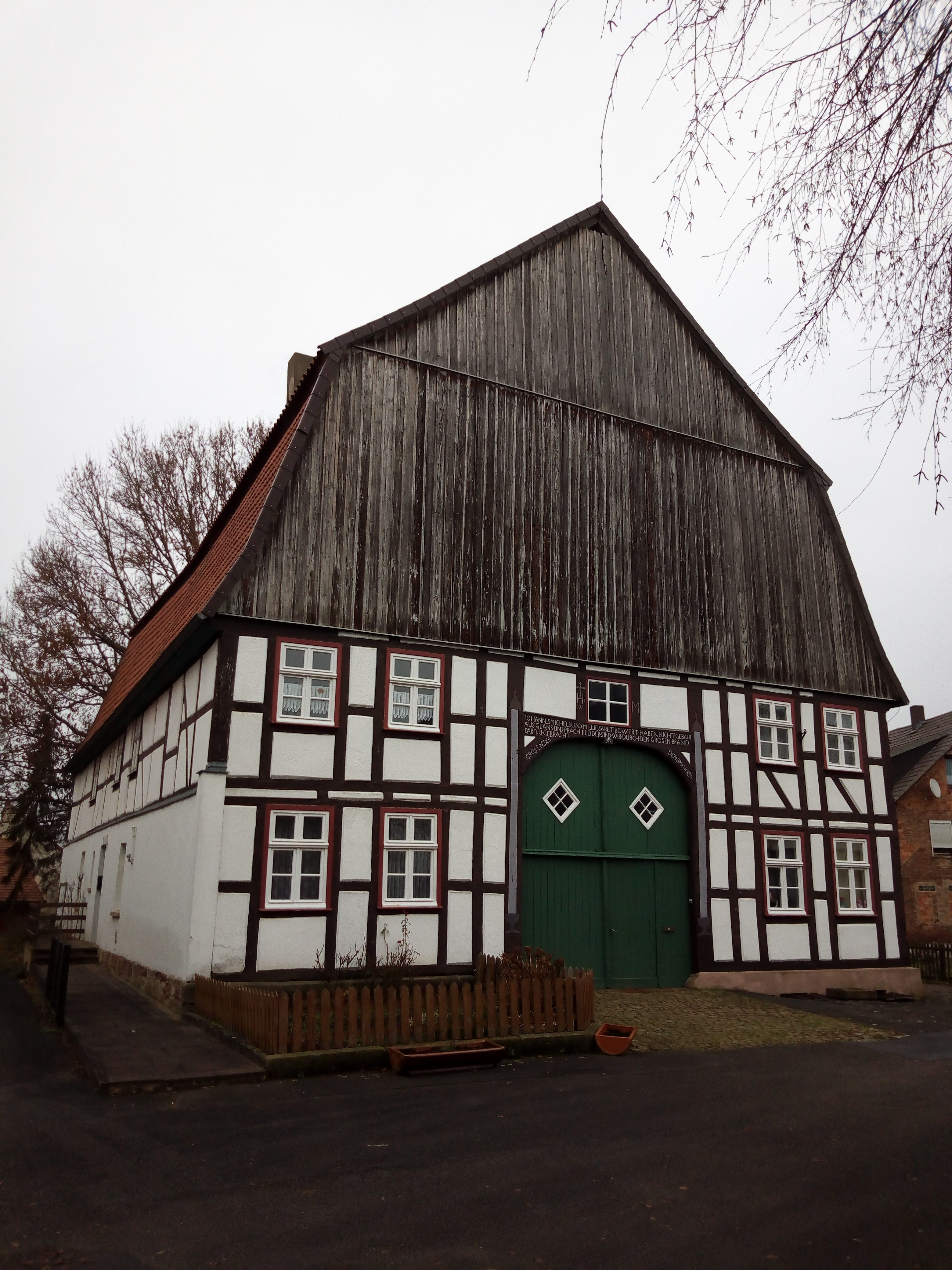
Der Michelshof (2018)

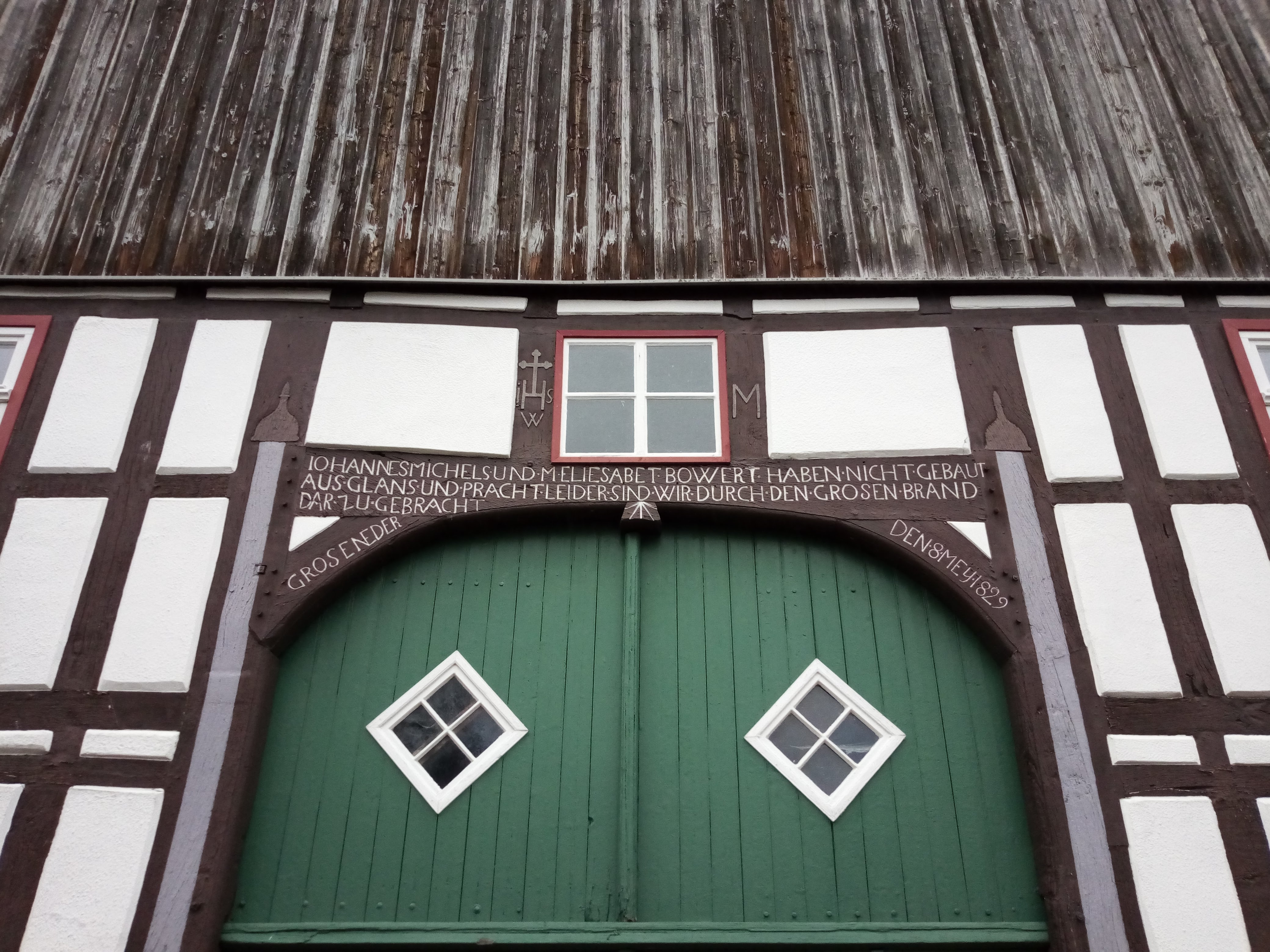
Fassadenausschnitt

Der Michelshof ist ein ehemaliges Bauernhaus im Dorfkern von Großeneder, Auf’m Thie 3. Der gut erhaltene Fachwerkbau von 1829 steht unter Denkmalschutz.

## Baubeschreibung
Das Haus liegt zusammen mit seinem rechten Nachbargebäude etwas zurückgesetzt von der Hauptstraße am Ende der kleinen Stichstraße "Auf'm Thie". Es handelt sich um ein recht spätes Exemplar eines westfälischen Hallenhauses. Die zur Hauptstraße gerichtete Giebelfassade wird beherrscht durch ein großes, mittig angeordnetes Scheunentor, das in eine zweigeschossige Längesdeele führt. Die Wohnräume sind links und rechts davon angeordnet. Stallungen für das Vieh befanden sich möglicherweise in hinteren Hausteil. Eine Besonderheit ist das sehr geräumige Mansarddach, das zur Bergung der Ernte diente. Das Giebelfeld ist mit Holz senkrecht verschalt.
Die beiden Torständer links und rechts sind gehen über zwei Etagen und sind etwas breiter als die anderen Ständer und mit bäuerlichen Schnitzornamenten (2 Kelchen, die mit 2 Trichtern durch Lisenen verbunden sind) verziert. Das Tor ist waagerecht und senkrecht geteilt, also vierflüglig, und weist darin eine Eingangstür auf. Die oberen Flügel haben diagonal gestellte Fenster. Der Torbalken mit den beiden Kopfbügen trägt die Inschrift:
AUS.GLANS.UND.PRACHT.LEIDER.SIND.WIR.DURCH.DEN.GROSEN.BRAND.DAR.ZU.GEBRACHT.

## Geschichte
Iohannes Michels (* 1784), der Bauherr des Hauses, stammte aus Großeneder, wo sein Vater Hans Jürgen Michels wohl ebenfalls Bauer gewesen war. Am 3. Mai 1807 heiratete er Eliesabet Bowert (* 1788 in Drankhausen). Sie hatten drei Kinder: Maria Theresia Michels (* 1811), Iohannes Anton Michels (* 1813) und Bernard Michels (* 5. Februar 1823, † 21. September 1853). 1829 mussten sie nach einem Brand ihr Haus, das damals die Nummer 106 trug, neu aufbauen. 
Bernard Michels erbte den Hof und heiratete am 13. Juni 1843 Anna Margarethe Nolte (21. Mai 1817, † 6. Januar 1891) aus dem Spiegelhof in Germete. Mit ihr hatte er ebenfalls drei Kinder: Johann Michels (1844–1909), Theodor Michels (* 1846) und Anton Michels (1851–1923). Nach dem vorzeitigen Tode von Bernard Michels durch Schlaganfall 1853 heiratete Anna Margarethe am 18. Februar 1854 erneut, und zwar Hubertus Berendes (* 23. Oktober 1826 in Eissen, † 13. Dezember 1899). Mit ihm hatte sie einen weiteren Sohn, Philipp Berendes (* 25. März 1855, † 19. Juni 1905).
Der Hof wurde damals durch Johann Michels weitergeführt. In der unmittelbaren Nachbarschaft an der Wilhelmstraße 1 gibt es noch heute einen landwirtschaftlichen Betrieb, der von Elmar Michels geführt wird.